# Notropis semperasper
Notropis semperasper (tên tiếng Anh là Roughhead Shiner) là một loài cá vây tia thuộc họ Cyprinidae.
Loài này chỉ có ở Hoa Kỳ.